# Mieke Sterk
Mieke Sterk (née le 5 janvier 1946 à Haarlem) est une athlète néerlandaise, spécialiste des épreuves de sprint.

## Biographie
Elle se classe quatrième du relais 4 × 100 mètres des Jeux olympiques de 1968, à Mexico, en compagnie de Wilma van den Berg, Truus Hennipman et Corrie Bakker. Lors des séries, l'équipe néerlandaise avait égalé le record du monde en 43 s 4.
Elle termine cinquième du 60 m haies lors des championnats d'Europe en salle de 1970 et troisième de l'heptathlon lors des Universiade d'été de 1970.